# Cutremurul din Yushu (2010)

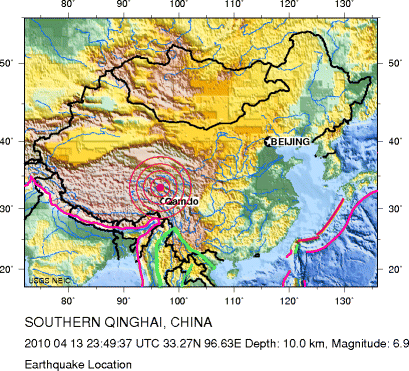
Epicentrul cutremurului

Cutremurul din Yushu din 2010 a avut loc pe data de 14 aprilie 2010 și a avut o magnitudine de 6,9 pe scara Richter. Epicentrul cutremurului a fost stabilit de seismologi într-un sat de munte, Rima, din Ținutul Yushu, aparținând Provinciei Qinghai, China. Epicentrul a fost într-o zonă puțin populată de pe Platoul Tibet, lovit des de cutremure. Potrivit Agenției de știri Xinhua, 2.698 de persoane au fost confirmate decedate, 270 dispărute și 12.135 rănite, dintre care 1.434 în stare deosebit de gravă.
Mănăstirea Thrangu, datând din secolul al XII-lea, și satele din jur au fost grav avariate și mulți călugări și săteni au fost uciși.

## Pagube materiale

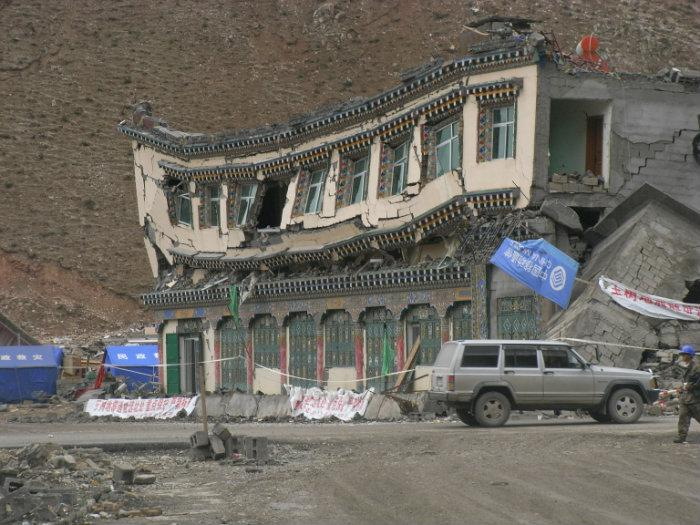
Clădiri puternic avariate de cutremur în Yushu

În Provincia Qinghai, daune materiale fără victime au fost raportate în Ținuturile Zadoi, Nangqên și Qumarleb, aparținând Prefecturii Yushu. Cel puțin 11 școli au fost distruse în cutremur. Peste 85% din clădirile din Gyêgu, în cea mai mare parte construite din lemn și pământ, au fost distruse. Sute de oameni au fost prinși sub dărâmăturii, iar alte câteva mii au rămas pe drumuri. O școală profesională s-a prăbușit și a prins mulți studenți sub moloz. Pene de curent au fost de asemenea raportate în Gyêgu.
În Provincia Sichuan, clădirile au fost puternic zdruncinate în Ținuturile Sêrxü, Dêgê și Baiyü. Câteva drumuri au fost avariate în Ținutul Sêrxü.
Datorită terenului accidentat și faptului că alunecările de teren au distrus infrastructura locală, operațiunile inițiale de salvare au fost întreprinse de soldați ai poliției armate, aparținători Regiunii Militare Lanzhou. Reprezentanți ai guvernului provinciei Qinghai au menționat într-o declarație publică că cinci mii de corturi și peste 100.000 de haine de bumbac și pături groase au fost trimise pentru a ajuta supraviețuitorii să facă față vânturilor puternice și temperaturilor joase de 6°C.
Aeroportul Batang din Yushu a fost redeschis la prânz, miercuri, pe 14 aprilie, iar primul zbor cu personal și provizii oferite de echipe de salvare a aterizat în acea zonă în jurul orei 20.
Barajul Changu, situat pe râul Batang, la aproximativ 15 km în amonte de reședința ținutului Yushu, a fost afectat de cutremur. La un moment dat se credea că barajul se va sparge și va inunda zeci de localități.

## Lista replicilor cutremurului
Cutremurul inițial a fost precedat de o undă de șoc de 5,0 pe Richter și urmat de mai multe replici, patru de peste 5 grade pe scara Richter, inclusiv o replică măsurând 5,8 Mw, la o adâncime de 10 km, pe 14 aprilie. Oficialii au avertizat că replici de peste 5.5 pe Richter sunt probabile, iar Centrul de Cercetări Seismologice din China a avertizat că replici de peste 6 pe Richter sunt susceptibile pentru mai multe zile după șocul principal.
Numai șocurile cu magnitudinea de 4,0 sau mai mare sunt listate. Șocurile cu magnitudinea de 5,5 sau mai mari sunt evidențiate în albastru deschis. Principalul șoc cu magnitudinea de 6,9 este evidențiat în albastru închis.
| Dată       | Timp (UTC) | Latitudine | Longitudine | Adâncime (km) | Magnitudine (Mw) |
| ---------- | ---------- | ---------- | ----------- | ------------- | ---------------- |
| 13 aprilie | 21:40:01   | 33,23 N    | 96,70 E     | 30            | 5,0              |
| 14 aprilie | 23:49:40   | 33,23 N    | 96,65 E     | 33            | 6,9              |
| 14 aprilie | 00:01:16   | 32,85 N    | 96,85 E     | 10            | 5,2              |
| 14 aprilie | 00:12:25   | 33,19 N    | 96,56 E     | 10            | 5,1              |
| 14 aprilie | 01:25:17   | 33,31 N    | 96,54 E     | 10            | 5,8              |
| 14 aprilie | 03:15:51   | 32,99 N    | 96,48 E     | 40            | 4,8              |
| 14 aprilie | 12:19:36   | 33,08 N    | 96,92 E     | 20            | 4,2              |
| 15 aprilie | 14:26:41   | 32,57 N    | 92,96 E     | 40            | 4,8              |
| 15 aprilie | 18:30:20   | 33,06 N    | 96,70 E     | 10            | 4,3              |
| 17 aprilie | 00:59:03   | 32,66 N    | 92,76 E     | 60            | 5,0              |
| 20 aprilie | 03:40:01   | 37,69 N    | 95,77 E     | 10            | 4,6              |
| 28 aprilie | 16:48:40   | 33,29 N    | 96,61 E     | 40            | 4,8              |

- Sursă: Centrul Seismologic European-Mediteranean